# Michael Dell
Michael Dell, né le 23 février 1965 à Houston au Texas (États-Unis) est un homme d'affaires et milliardaire américain, actuel PDG de l'entreprise informatique Dell qu'il a fondée en 1984.

## Biographie
Michael Dell est né en 1965 à Houston, au Texas, dans une famille juive ashkénaze originaire d’Allemagne dont le nom reflète la traduction en anglais de l'original allemand Thal / yiddish («vallée» ou «dale [qv]»), nom changé lors de l'immigration de la famille Dell aux États-Unis. Fils de Lorraine Charlotte (née Langfan), une courtière en valeurs mobilières, et Alexander Dell, un orthodontiste, Michael Dell a étudié à l'Hérod Elementary School à Houston, au Texas . Ayant le sens des affaires très jeune, il a demandé un examen d'équivalence d'études secondaires à l'âge de huit ans. Au début de son adolescence, il a investi ses premiers revenus, issus du travail à temps partiel, dans la bourse et les métaux précieux.
Dell a acheté son premier calculateur à l'âge de sept ans et a rencontré son premier appareil téléscripteur au lycée, travaillant son programme après l'école. À 15 ans, après avoir joué avec les ordinateurs de la marque Radio Shack, il a obtenu son premier ordinateur, un Apple II, qu'il a rapidement démonté pour voir comment il fonctionnait.
Fondateur et dirigeant de la société informatique Dell, 15e fortune du monde en 2004 (mais 41e fortune du monde en 2012), c'est l'un des plus jeunes milliardaires au monde et l'un des premiers grands entrepreneurs à tirer sa fortune d'Internet, au même moment que les cofondateurs de Yahoo, Jerry Yang et David Filo.
Il a suivi des études de médecine à l'Université du Texas d'Austin . À l'université, il fonde une société informatique, PC's Limited dans sa chambre universitaire. Michael Dell crée en 1984 Dell avec 1 000 dollars en poche.
Dell commence la production d'ordinateurs personnels avec quelques idées radicales parmi lesquelles :
- l'absence de stocks de produits finis ;
- le minimum de stocks de composants ;
- l'assemblage seulement à la commande ;
- la vente et la livraison des PC assemblés directement aux clients ;
- les prix les plus bas possibles.

La société rencontra un tel succès qu'il abandonna ses études à 19 ans pour la diriger à plein temps. En 1987, PC's Limited est devenue Dell Computer Corporation. Avec une multiplication de son cours de Bourse par 500 entre 1996 et 2000 (Dell passe alors de la 7e à la 1re place du marché mondial des constructeurs informatiques, tout en investissant le marché des serveurs), c'est la deuxième plus forte progression boursière de tous les temps, après celle du constructeur de téléphones mobiles Nokia, à la même époque.
En 2003, la société est renommée Dell, Inc. est devenu rapidement le premier producteur de PC au monde au coude à coude avec son grand rival Hewlett-Packard grâce à son système de vente directe (par Internet ou par téléphone) qui permet au client de se faire livrer une machine pleine des composants les plus récents et au constructeur de limiter au maximum les stocks, dont la valeur risque de se déprécier très vite en raison du progrès technologique.
Le 4 mars 2004, Michael Dell quitte ses fonctions de PDG de Dell mais garde son titre de Président du Conseil d'administration, alors que Kevin Rollins devenait Directeur général.
Début 2007, il a repris la tête de la société Dell.

## Vie privée
Michael Dell habite à Austin au Texas avec sa femme Susan et leurs quatre enfants.
En 1999, il fonde la Fondation Michael et Susan Dell dans le but d'aider les enfants pauvres en leur offrant une éducation et des soins médicaux.
Son frère, Adam Dell est le dirigeant de la société MessageOne rachetée par Dell en 2008.

## Fortune et patrimoine
En 1998 il crée la société DFO Management pour gérer son patrimoine et celui de sa famille.
Dans l'édition 2005 de Forbes 400, Dell était classé le neuvième homme le plus riche des États-Unis et le dix-huitième du monde, avec un patrimoine net d'environ 18 milliards de dollars (Liste des milliardaires du monde). Depuis sa fortune a quelque peu décliné et atteignait 15,9 milliards de $ en mars 2012. La plus grande partie de sa fortune est placée dans une société d'investissement MSD Capital, qui a investi notamment dans le secteur bancaire.
Forbes évalue sa fortune à 65 milliards de dollars en aout 2023. il est classé 16e personne la plus riche du monde.
Il est propriétaire du penthouse de l'immeuble One 57 à New York qu'il a acheté en 2014 pour 100 millions de dollars. Le penthouse en duplex d'une superficie de 1000 m² compte 6 chambres et autant de salles de bains.

## Publications
- Dell Le modèle direct, Michael Dell, Catherine Fredman, Edition Maxima-Laurent du Mesnil Editeur, Paris, 1999